# Boruto: Naruto Next Generations
Boruto: Naruto Next Generations (яп. BORUTO-ボルト- -NARUTO NEXT GENERATIONS-, укр. Боруто: Наступне покоління Наруто) — японська манґа, яку вигадав Укьо Кодачі і намалював Мікіо Ікемото, що публікується з травня 2016 року в японському журналі Shonen Jump. Станом на червень 2023 року було опубліковано 20 томів манґи.

## Сюжет
Наруто Узумакі був юним задирливим шинобі, ходячим магнітом для неприємностей. Він пройшов довгий шлях, досягнувши того, чого так люто бажав: став Хокаге — найсильнішим ніндзя Конохи, увічнивши себе в історії всього світу. Однак ця історія не про нього.
З тих пір пройшло багато часу і світ сильно змінився. Разом з миром і спокоєм в Коноху прийшли сучасні технології — телебачення, хмарочоси, кондиціонери, поїзди і багато іншого. Однак шинобі нікуди не поділися, а їхнє життя також сильно змінилося. Син сьомого Хокаге  — Боруто вступає до академії ніндзя, щоб вивчити шляхи шинобі. Він успадкував від свого батька буйний, шалений характер, однак не має наміру йти по його стопах. Інші учні вже готові затаврувати його «синком Хокаге», але хлопчик неодмінно доведе всім, що це не так!
Боруто і його друзям доведеться розслідувати серію загадкових подій, що відбуваються в селищі. Як вітер, що проноситься між листям, він прокладає шлях до серця кожної людини — його історія починається!

## Всесвіт
З часів попередньої історії під назвою «Наруто Шипуден» (другий сезон аніме "Наруто") всесвіт змінився в бік розвитку технологічного прогресу. Знайомі селища, які раніше мали менш розвинені технологічні засоби, змінилися. Тепер у всесвіті переважає тотальна електрифікація та використання різноманітних технологій, які використовують як з розважальною, так і з бойовою метою. Ніндзя ростуть у світі, де кожен школяр або дитина має власний комп'ютер. Засоби зв'язку також були дуже сильно покращені. В арсеналі ніндзя з'явилося багато експериментальних електронно-механічних засобів, які дозволяють виконувати різні техніки, на засвоєння яких раніше у ніндзя витрачалися роки.

## Список ключових персонажів
- Боруто Узумакі — син сьомого Хокаге - Наруто Узумакі. За характером схожий на Наруто, але є більш здібним в навчанні та більш гнучким у поєдинках. Страждає від нестачі батьківської любові та постійно намагається привернути увагу батька до їхньої родини та себе, роблячи різні витівки.
- Сарада Учіха — донька Саске Учіха та Сакури Учіха (Харуно до шлюбу). Як і батько, є вельми стриманою та саркастичною у багатьох ситуаціях. Від матері успадкувала енергійність та прагматизм. Її трішки дратують витівки Боруто.
- Кавакі — член сім'ї Узумакі. Колишній сосуд Ішикі Ооцуцукі та учасник групи «Кара». Через суворе дитинство, він достатньо агресивний і грубий до інших.
- Міцукі — загадковий ніндзя з відновленого селища Прихованого Звуку. Дуже спокійний за природою та дуже розсудливий. Рідко демонструє справжні емоції. Особа Міцукі оповита таємницею, про яку попередньо знає лише Наруто Узумакі.
- Шикадай Нара — син Шикамару Нари та Темарі Нара. За характером є майже повною копією батька.
- Чочо Акімічі — донька Чоджі Акімічі та Каруї. Має цілком миролюбну вдачу, проте, коли справа стосується їжі, може шаленіти та бути дуже агресивною. Полюбляє задивлятися на красивих чоловіків та фантазувати про стосунки з ними, але завжди робить це жартома.
- Іноджин Яманака — син Сая та Іно Яманаки. Загалом більше схожий на Сая. Дуже стриманий, як і його батько, але вміє проявляти ініціативу, коли це необхідно. Володіє багатьма техніками, яких його навчила мати.

## Список томів
| №  | Дата виходу      | ISBN                   |
| -- | ---------------- | ---------------------- |
| 1  | 4 серпня 2016    | ISBN 978-4-08-880756-0 |
| 2  | 2 грудня 2016    | ISBN 978-4-08-880827-7 |
| 3  | 2 травня 2017    | ISBN 978-4-08-881078-2 |
| 4  | 2 листопада 2017 | ISBN 978-4-08-881227-4 |
| 5  | 2 травня 2018    | ISBN 978-4-08-881413-1 |
| 6  | 4 жовтня 2018    | ISBN 978-4-08-881656-2 |
| 7  | 4 лютого 2019    | ISBN 978-4-08-881722-4 |
| 8  | 4 червня 2019    | ISBN 978-4-08-881865-8 |
| 9  | 4 жовтня 2019    | ISBN 978-4-08-882081-1 |
| 10 | 4 січня 2020     | ISBN 978-4-08-882193-1 |
| 11 | 13 травня 2020   | ISBN 978-4-08-882290-7 |
| 12 | 4 вересня 2020   | ISBN 978-4-08-882412-3 |
| 13 | 4 січня 2021     | ISBN 978-4-08-882537-3 |
| 14 | 30 квітня 2021   | ISBN 978-4-08-882645-5 |
| 15 | 3 вересня 2021   | ISBN 978-4-08-882774-2 |
| 16 | 4 січня 2022     | ISBN 978-4-08-882893-0 |
| 17 | 2 травня 2022    | ISBN 978-4-08-883112-1 |
| 18 | 2 вересня 2022   | ISBN 978-4-08-883247-0 |
| 19 | 3 лютого 2023    | ISBN 978-4-08-883382-8 |
| 20 | 2 червня 2023    | ISBN 978-4-08-883532-7 |